# El Burgo de Ebro
El Burgo de Ebro és un municipi de l'Aragó situat a la província de Saragossa i enquadrat a la comarca de Saragossa. Fins a la meitat del segle xix era anomenat simplement El Burgo, després va canviar a El Burgo de Ebro i sempre havia estat un barri de Saragossa fins que es va convertir en municipi independent. Està situat a la vall del riu Ebre, a la carretera que mena a Castelló de la Plana.